# Magademy Award
Magademy Award (яп. マガデミー賞 Магадэми:-сё:) — японская премия в области манги. Учреждена в декабре 2021 года компанией BookLive и первоначально присуждалась лучшим персонажам из серий манг.

## Описание
Премия была учреждена 9 декабря 2021 года японской компанией-дистрибьютором электронных книг BookLive. Присуждалась любому мужскому или женскому персонажу манги, тома-танкобоны которой были выпущены в Японии в течение года, предшествующему объявлению результатов премии. Номинантов премии выдвигали читатели манги посредством заполнения заявки, доступной на сайте BookLive в течение одного месяца, после чего формировался шорт-лист номинантов. Комитет премии состоит из сотрудников магазинов по продаже манги.
Первые победители премии были объявлены 16 марта 2022 года в четырёх категориях: «Лучший главный герой» (яп. 主演男優賞 Сюэн данъю:-сё:), «Лучшая главная героиня» (яп. 主演女優賞 Сюэн дзёю:-сё:), «Лучший герой второго плана» (яп. 助演男優賞 Дзёэн данъю:-сё:) и «Лучшая героиня второго плана» (яп. 助演女優賞 Дзёэн дзёю:-сё:). Гатс, главный герой манги «Берсерк» за авторством Кэнтаро Миуры, был удостоен специального приза жюри. Председателем комитета первой премии стал комик и актёр Кэндо Кобаяси.
В январе 2025 года программа премии была изменена: вместо персонажей объектом для награждения стала манга. Работы будут претендовать на премию в пяти категориях: «Лучшее произведение» (яп. 作品賞 Сакухин-сё:), «Приз за сеттинг» (яп. 設定賞 Сэттэй-сё:), «Приз за впечатления» (яп. 感銘賞 Каммэй-сё:), «Приз за упорство» (яп. こだわり賞 Кодавари-сё:) и «Приз за выразительную обложку» (яп. 表紙インパクト賞 Хё:си импакуто-сё:). Чтобы получить право на участие, всего должно быть выпущено не более десяти томов-танкобонов манги.

## Победители и номинанты

### 2022 год
| Лучший главный герой - Тотоно Куно — Don’t Call It Mystery - Боджи — Ranking of Kings - Мутта Намба — Space Brothers - Сакамити Онода — Yowamushi Pedal - Эрен Йегер — «Атака на титанов» | Лучшая главная героиня - Ёна — Yona of the Dawn - Ёй Такигути — Uruwashi no Yoi no Tsuki - Мао Мао — Kusuriya no Hitorigoto: Mao Mao no Kokyu Nazotoki Techo - Фрирен — Sousou no Frieren - Хаямэ Кацураги — Promise Cinderella |
| Лучший герой второго плана - Мандзиро Сано — «Токийские мстители» - Кагэ — Ranking of Kings - Леви Аккерман — «Атака на титанов» - Тору Амуро — Detective Conan                           | Лучшая героиня второго плана - Синобу Вакамия — Chihayafuru - Ёко Сато — The Fable - Юа Такахаси — Tomorrow, I’ll Be Someone’s Girlfriend                                                                                       |
| Специальный приз жюри - Гатс — «Берсерк» | |
| - Источники: | |

### 2023 год
| Лучший главный герой - Дай Миямото — Blue Giant Explorer - Акито Ямада — My Love Story with Yamada-kun at Lv999 - Ёити Исаги — «Blue Lock: Синяя тюрьма» - Сунраку — Shangri-La Frontier - Учитель Хоси — «Звезда цветущих дев» | Лучшая главная героиня - Инори Юйцука — «Медалистка» - Мао Мао — Kusuriya no Hitorigoto: Mao Mao no Kokyu Nazotoki Techo - Марин Китагава — My Dress-Up Darling - Мицуми Ивакура — «Долой безделье!» - Хитори Гото — Bocchi the Rock! |
| Лучший герой второго плана - Тифую Мацуно — «Токийские мстители» - Мэгуру Батира — «Blue Lock: Синяя тюрьма» - Хаку — Yona of the Dawn                                                                                          | Лучшая героиня второго плана - Ай Хайбара — Detective Conan - Райка — Don’t Call It Mystery - Ферн — Sousou no Frieren |
| Лучший новый персонаж - Рудо — «Gachiakuta. Крутые отбросы» | Специальный приз жюри - Тикава — Chiikawa |
| - Источники: | |

### 2024 год
| Лучший главный герой - Ринтаро Цумуги — The Fragrant Flower Blooms with Dignity - Акито Ямада — My Love Story with Yamada-kun at Lv999 - Хиро Танака — My Home Afro Tanaka - Юкити — The Masterful Cat Is Depressed Again Today - Юру — Daemons of the Shadow Realm | Лучшая главная героиня - Умико Тино — Umi ga Hashiru Endroll - Мао Мао — Kusuriya no Hitorigoto - Ремилия Роза Граупнер — Akuyaku Reijo no Naka no Hito - Фрирен — Sousou no Frieren |
| Лучший герой второго плана - Химмел — Sousou no Frieren - Рин Итоси — «Blue Lock: Синяя тюрьма» - Рэо Микагэ — «Blue Lock: Синяя тюрьма» - Сапфир Диантус — The Villainess’s Guide to (Not) Falling in Love                                                         | Лучшая героиня второго плана - Хана Итидзё — Aoashi - Кирика Кокурю — Trillion Game - Сю Кэйгэцу — Though I Am an Inept Villainess                                                   |
| Лучшее произведение - «Долой безделье!» — Мисаки Такамацу - Dragon and Chameleon — Рё Исияма - Firefly Wedding — Орэко Татибана - My Love Story with Yamada-kun at Lv999 — Масиро - Though I Am an Inept Villainess — Сацуки Накамура и Эй Охицудзи                 | Специальный приз жюри - Ая Осава и Мицуки Кога — The Guy She Was Interested in Wasn’t a Guy at All                                                                                   |
| - Источники: | |

### 2025 год
| Лучшее произведение - You and I Are Polar Opposites — Котя Агасава - Cosmos — Рюхэй Тамура - Girl Meets Rock! — Кувахали и Тэцуо Идэути - Nippon Sangoku — Икка Мацуки - Tsumiki Ogami’s Not-So-Ordinary Life — Мию Морисита                               | Приз за сеттинг - RuriDragon — Масаоки Синдо - Daemons of the Shadow Realm — Хирому Аракава - Neko ni Tensei Shita Oji-san — Ядзима - Ningen no Kaikata — Пьета - Thunder 3 — Юки Икэда                                 |
| Приз за впечатления - Spacewalking with You — Инухико Доронода - Koi Toka Yume Toka Tententen — Минами Сэрата - Konoyo wa Tatakau Kachi ga Aru — Хацуми Кодама - Suzuki-kun’s Mindful Life — Юки Фудзимото - Yagate, Hitotsu no Oto ni Nare — Уми Кусахара | Приз за упорство - Kagurabachi — Такэру Хокадзоно - A Witch’s Life in Mongol — Томато Суп - Dragon and Chameleon — Рё Исияма - Sahashi-kun no Ayakashi Biyori — Нидзо Миура - Shitsugaikishitsu: Chome Tanpenshu — Хром |
| Приз за выразительную обложку - Shiba Inu Rooms — Эсу Омори - Ayashii ne Watashi no Ototo Gyomei-kun — Рокоми Маруо - Kimi no Zetsumetsu suru Mae ni — Такаси Усироято и Канато Абико - Rai Rai Rai — Ёсиаки - Superstar wo Utatte. — Кэй Усаба            | Специальный приз жюри - The Long Summer of August 31st — Иккадо Ито |
| - Источники: | |